# Грацианский, Алексей Николаевич
Алексе́й Никола́евич Грациа́нский (укр. Олексій Миколайович Граціанський; 7 [20] марта 1905, Киев — 20 января 1987, там же) — советский лётчик-испытатель, конструктор, кандидат географических наук, Герой Советского Союза (1957).

## Биография
- 1919—1921 работа на авиазаводе учеником слесаря.
- 1921 — поступил в Киевский политехнический институт, где занимался в планёрном кружке.
- 1925 — инженер в КБ Калинина.
- 1928 — окончил КПИ и Харьковскую авиационную школу ГВФ. В КБ Калинина, был ведущим конструктором самолёта санитарной авиации К-3, принимал участие в проектировании К-2, К-4, К-5, К-7.
- 1928—1934 — В 1931 по проекту Алексея Николаевича на Харьковском авиазаводе был построен легкомоторный самолёт Омега. Наряду с конструкторской деятельностью Грацианский занимался лётно-испытательной работой. Участвовал в испытаниях К-4, К-5, К-6, К-9, К-10.
- 1934 — преподавал в МАИ, стал лётчиком полярной авиации.
- 1935 — окончил Серпуховскую школу слепых полётов.
- 1937 — провёл испытания купленной в США амфибии S-43. Осенью этого же года на S-43 участвовал в поисках пропавшего экипажа С. А. Леваневского.
- 1940 — лётчик-испытатель авиазавода № 22, участвовал в испытаниях серийных СБ, Пе-2 и Ар-2.
- 1941 (сентябрь) — 1943 (февраль) — участие в ВОВ. Будучи пилотом военно-транспортной авиации, совершал полёты на Ли-2, доставлял грузы в блокадный Ленинград.
- 1943—1950 — лётчик-испытатель авиазавода № 22, участвовал в испытаниях серийных Ту-2, Ту-4, Ту-12.
- 1950—1955 — на лётно-испытательной работе в ЛИИ.

## Награды
- Медаль «Золотая Звезда» Героя Советского Союза № 11143.
- Три ордена Ленина.